# Mountain Jam
Mountain Jam, sottotitolo (Theme from First There Is a Mountain), è un'improvvisazione strumentale basata sul brano musicale There Is a Mountain di Donovan, eseguita dal vivo dal gruppo southern rock statunitense The Allman Brothers Band. La prima registrazione conosciuta della jam session risale al 4 maggio 1969 al Macon Central Park. La versione più conosciuta è quella del marzo 1971 inclusa nell'album Eat a Peach del 1972 che raggiunge l'epica durata di 33 minuti e 41 secondi.

## Il brano

### Origine ed influenze
Ci fu molta interazione nello sviluppo di questo brano musicale tra la Allman Brothers Band e un altro influente gruppo aperto all'improvvisazione, i Grateful Dead. Secondo il libro Bill Graham Presents, una sera al Fillmore East, gli Allman Brothers si trovarono lì insieme ai Grateful Dead e ai Fleetwood Mac di Peter Green; il promoter Bill Graham arrivò nella zona dove Duane Allman, Peter Green, e Jerry Garcia stavano "jammando" insieme improvvisando sul singolo There Is a Mountain di Donovan del 1967 (per questo motivo anche il nome del cantautore scozzese venne inserito tra gli autori ufficiali di Mountain Jam insieme ai membri della Allman Brothers Band nei crediti dell'album Eat a Peach). Anche Third Stone from the Sun di Jimi Hendrix viene citata musicalmente nella jam session, a circa 22 minuti, come anche una sezione dell'inno Will the Circle Be Unbroken (Bye & Bye) (ma in maniera minore da non renderne necessario indicarne gli autori). 
Anticipando la pubblicazione ufficiale del pezzo da parte della Allman Brothers Band, i Grateful Dead suonarono dal vivo e in studio brevi estratti di un brano intitolato There Is a Mountain. Alcuni accordi del brano sono presenti nella traccia Alligator del loro album Anthem of the Sun del 1968. In seguito, dopo che gli Allman Brothers Band pubblicarono il pezzo come Mountain Jam su Eat a Peach, i Grateful Dead suonarono una versione da 22:57 di Mountain Jam il 28 luglio 1973, al Summer Jam at Watkins Glen.

### Struttura
33:41 è la durata dell'improvvisazione del marzo 1971 inclusa in Eat a Peach, il pezzo è esclusivamente strumentale e contiene assoli da parte di tutti i membri del gruppo. Duane Allman inizia con un assolo di chitarra, seguito da Gregg Allman all'organo Hammond, e da Dickey Betts alla chitarra. Circa a metà del brano arriva il doppio assolo di batteria di Butch Trucks e Jaimoe, poi raggiunti dal bassista Berry Oakley. A 23 minuti dall'inizio, torna Duane con una assolo di chitarra slide, che produce uno dei suoi passaggi strumentali più celebri.